# Effet

Durch aerodynamische Kräfte werden rotierende Körper im rechten Winkel zur Anströmrichtung abgelenkt.

Als Effet [ɛˈfeː] (französisch Wirkung) bezeichnet man den Drall eines Balls bzw. einer Kugel.
Wird ein Ball zusammen mit der Vorwärtsbewegung in Rotation um eine eigene Achse versetzt, so beschreibt der Ball eine Abweichung von der geraden Bahn in Richtung der Eigendrehung.
Wird beispielsweise beim Billard der Ball links vom Zentrum angespielt, dann dreht er auch in dieser Richtung. Man sagt „mit Effet gespielt“. Verantwortlich für die Richtungsänderung eines mit Effet gespielten Billardballs ist die Reibung am Tisch. Aerodynamische Effekte spielen hier bestenfalls eine periphere Rolle.
In anderen Sportarten, wie beim Tennis, Tischtennis oder Fußball, kann man ebenfalls den Ball schneiden oder anschneiden und ihn so z. B. lang machen oder auch verlangsamen. Hier bewirkt die Reibungskraft zwischen Luft und Balloberfläche einen Luftdruckunterschied, der zur Bahnablenkung führt (Magnus-Effekt).

## Arten des Effets beim Billard

Die unterschiedlichen Anspielpunkte eines Billardballs anhand von Uhrzeiten dargestellt.

In Bezug auf die Bewegungsrichtung des mit Effet versehenen Balls unterscheidet man:

### Gegeneffet
Unter dem Gegeneffet (oder auch „Zugball“) versteht man einen Effet, dessen Drehrichtung entgegengesetzt zur Laufrichtung des Balls ist.
Man stößt ihn unterhalb der horizontalen Mitte, aber auf seiner vertikalen Mitte (6:00 Uhr). Der Ball bekommt dadurch einen Drehimpuls, der entgegengesetzt seiner Laufrichtung wirkt und ihn kontinuierlich abbremst. Der Ball gleitet bzw. schiebt sich so über das Tuch und dreht sich dabei in entgegengesetzter Richtung um seine horizontale Achse. Der Gegeneffet wird eingesetzt, um den weißen Ball z. B. nach dem Carom (Kollision mit einem anderen Ball) vom Treffpunkt aus zurückrollen zu lassen („Zugball“) oder ihn an dem Punkt zum Stehen zu bekommen, an dem er auf den anderen Ball traf („Stoppball“; grauer Stoßpunkt im Bild).
Ohne den Gegeneffet würde folgendes passieren:

Wenn eine Masse zentral elastisch auf eine andere stößt, wird der Impuls vollständig übertragen. Das heißt, der Spielball (Weiß) stoppt und der Farbige (Stoßball) bewegt sich mit der Geschwindigkeit, die vorher der Weiße hatte. Allerdings besitzen die Bälle zusätzlich noch einen Drehimpuls, der nicht übertragen wird. Das heißt, der Spielball dreht sich noch, und der Farbige dreht sich noch nicht. Die Reibung am Tisch wird also den Spielball wieder beschleunigen und den Stoßball ein wenig abbremsen. Der Spielball wird also noch ein wenig weiterrollen.
Die Bezeichnung Kontereffet wird allerdings manchmal auch für seitlichen Effet gebraucht, der den Laufweg des Stoßballs nach der Bandenberührung verändert. Spielt man ohne Effet, so gilt theoretisch das Gesetz „Einfallswinkel = Ausfallswinkel“. Mit seitlichem Kontereffet kann man den Stoßball „halten“, also in einem geringeren Winkel aus der Bande kommen lassen oder gar bei einem recht kleinen Einfallswinkel wieder auf diese Seite holen.

### Laufeffet
Unter dem Laufeffet (oder auch „Nachlaufeffet“) versteht man einen Effet, dessen Drehrichtung zur Laufrichtung des Balls gleichgerichtet ist. Man trifft den Stoßball oberhalb der horizontalen Mitte auf 12:00 Uhr. Der Stoßball bekommt dadurch einen Drehimpuls, der in seine Laufrichtung wirkt und ihn kontinuierlich beschleunigt. Er gleitet also über das Tuch des Tisches und dreht sich dabei in Laufrichtung um seine horizontale Achse, bis er sich so weit verlangsamt und der Drall auf dem Tuch greift und ihn weiter voran laufen lässt. Der Laufeffet wird dazu benutzt, den Stoßball nach der Kollision mit einem anderen Ball hinterherrollen oder nachlaufen zu lassen.

### Seitlicher Effet
Seitlichen Effet erzeugt man, indem man den Stoßball rechts (3:00 Uhr) oder links (9:00 Uhr) der vertikalen Achse trifft. Im Allgemeinen gilt, dass bei einem Auftreffen des Stoßballs auf der Bande Einfallswinkel gleich Ausfallswinkel ist. Dies lässt sich mit seitlichem Effet stark abändern. Je nachdem, auf welcher Seite man den Stoßball mit dem Queue trifft, kommt dieser „flacher“ oder „steiler“ aus der Bande heraus, nachdem er diese getroffen hat.
Man unterscheidet bei seitlichem Effet zwischen Rechts- und Linkseffet. Spielt man den Stoßball rechts des Zentrums an, handelt es sich um Rechtseffet (Linksrotation), spielt man links, handelt es sich dementsprechend um Linkseffet (Rechtsrotation).

### Kombinationen
Es ist auch möglich, oben genannte Unterscheidungen des Effets zu kombinieren. Spielt man den Stoßball z. B. unten links an (7:30 Uhr), so erhält die Weiße eine Kombination aus Gegeneffet und Linkseffet usw.

### Verwendung des Effets
Das Ziel der Verwendung von Effets ist, eine gute Position des Stoßballs auf den als Nächstes anzuspielenden Ball zu erreichen, das so genannte Positionsspiel.
Mit Effet kann man den Lauf des Stoßballs so beeinflussen, dass er eine Position auf dem Tisch einnimmt, aus der es leichter ist, den nächsten Ball zu versenken. Es bedarf allerdings einiger Übung, bevor man das Positionsspiel und die Wirkung des Effets beherrscht.

## Effet bei Ballsportarten
Weicht die Ausrichtung der Drehachse von der Flugrichtung ab, verursacht die vorbeiströmende Luft bei geworfenen oder geschlagenen Bällen eine Ablenkung. Die Ursache dieses sogenannten Magnus-Effekts ist die Bildung von Wirbelstraßen hinter dem Flugkörper.
Bei vielen Sportarten mit Bällen oder Kugeln wie Tennis und Tischtennis, Fußball, Handball, Baseball, Faustball, Golf oder Kegeln ist es gängige Technik, eine Kugel oder einen Ball mit Effet zu spielen.
Eine 2006 im Wissenschaftsmagazin New Scientist veröffentlichte Untersuchung zeigte, dass es einem Menschen nicht möglich ist, die Flugbahn eines Balls mit Drall korrekt einzuschätzen, da Objekte mit derart gekrümmten Flugbahnen die menschliche Wahrnehmung überfordern. Aus diesem Grund scheitern z. B. Fußball-Torwarte wohl auch eher an einem mit starkem Effet getretenen Freistoß als an einem ohne Effet und mit deshalb zweidimensional-parabelförmiger Flugbahn.

### Effet im Fußball
Als „Entdecker“ des Effetschusses im Fußball gilt der brasilianische Fußballspieler Arthur Friedenreich. Der Effetschuss wird überwiegend bei Torschüssen – insbesondere Freistößen – eingesetzt, die aus einer Entfernung zwischen 20 m und 35 m zum gegnerischen Tor ausgeführt werden. Spieler, die diese Schusstechnik besonders gut beherrschen bzw. beherrschten, sind beispielsweise David Beckham, Roberto Carlos, Juninho Pernambucano, Cristiano Ronaldo und Ronaldinho. Eine besondere Form des Effetschusses ist die sogenannte Bananenflanke, die vor allem der frühere Spieler des Hamburger SV Manfred Kaltz zu seinem damaligen Mitspieler Horst Hrubesch gab. Eine weitere Spezialität ist der Effetschuss mit dem Außenrist, für den besonders der Portugiese Ricardo Quaresma und vor allem auch Franz Beckenbauer bekannt ist.
Um eine möglichst hohe Wirkung des Effetballs bei der Ausführung eines Freistoßes zu erzielen, ist es von Vorteil, schräg anzulaufen, das Standbein dann etwa 10 cm neben dem Ball aufzusetzen und dabei den Oberkörper über das Standbein zu lehnen. Beim Schuss sollte der Fuß dann nicht gekippt, die Zehenspitzen angezogen und der Ball möglichst weit außen getroffen werden. Nach dem Schuss sollte bei Abschuss mit dem rechten Fuß der Fuß nach links oben zum Körper gezogen werden.

### Effet im (Tisch-)Tennis

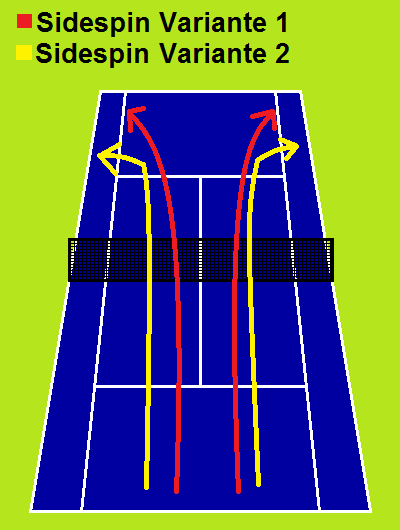
Verschiedenes Flug- bzw. Absprungverhalten der Effetvarianten im Tennis.

Im Tennis bzw. Tischtennis sind verschiedene Varianten des Effets üblich. In der ersten Variante wird durch den Effet des Balles dessen Flugbahn in der Luft seitlich gekrümmt. In der zweiten Variante des Effets ist die Flugbahn dem Drive ähnlich. Der Ball verspringt jedoch nach dem Aufprall am Boden.

#### Taktische Anwendungen
Variante 1 wird beim Tennis meist im Slice verwendet. Im Tischtennis findet sie auch Anwendung beim Topspin. Sie dient dazu (sowohl beim Tennis als auch beim Tischtennis), den Gegner zu verwirren und den Gegner durch einen platzierten Effetball auf eine bestimmte Seite zu drängen. Variante 2 wird im Tischtennis am häufigsten beim Aufschlag verwendet, um den Gegner unter Druck zu setzen. Beim Tennis findet sie eigentlich nur beim Stoppball Anwendung.

### Effet im Golf
Einen Ball völlig ohne jeglichen Effet zu spielen, ist beinahe unmöglich und somit eher selten. Beim Drive wird der Ball mit Topspin oder Draw gespielt, so dass er weiter rollt als ohne. Die Eisen, speziell die kurzen, werden im Normalfall mit Backspin gespielt, so dass der Ball auf dem Green möglichst an der Einschlagstelle liegen bleibt oder sogar zurückrollt. Im Bunker wird mit viel Backspin gespielt, so dass man einerseits den Ball mit viel Sand und Schwung überhaupt raus kriegt, aber dass er andererseits dann auf dem Green auch nicht mehr weit rollt. Bei kurzen Annäherungsschlägen wird manchmal auch ein wenig Topspin verwendet, damit der Ball auf dem Green landet, dann aber bis zur Fahne noch weiterrollt.
In schwierigen Spiellagen oder wegen Hindernissen auf der Ideallinie kann man versuchen, den Ball mit Linksdrall (Hook oder Draw) oder mit Rechtsdrall (Fade oder Slice) zu spielen. Das Risiko, einen schlechten Schlag zu machen, ist dabei sehr groß; wenn er jedoch gelingt, ist die Freude umso größer.